# Bandeira azul

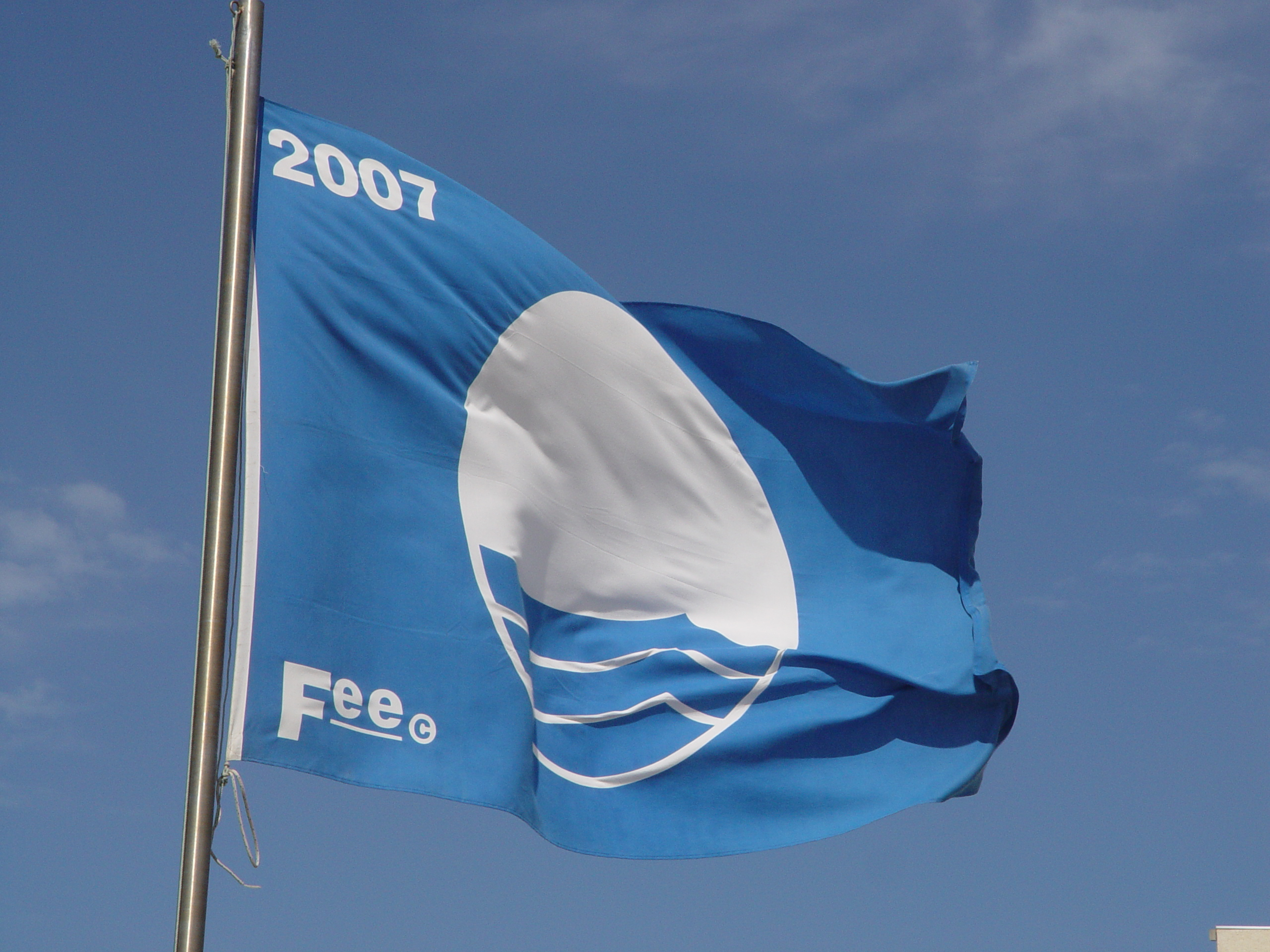
Bandeira azul de 2007

A bandeira azul é uma distinção atribuída anualmente pela Fundação para a Educação Ambiental (FEE) a praias (marítimas e fluviais) e marinas que cumpram um conjunto de requisitos de qualidade ambiental, segurança, bem-estar, infraestruturas de apoio, informação aos utentes e sensibilização ambiental. As praias e marinas distinguidas ficam autorizadas a ostentar a bandeira oferecida pela FEE durante a época balnear. Pode, portanto, ser considerada um símbolo de garantia de qualidade de uma praia ou marina.
A bandeira azul começou a ser atribuída em 1987, no Ano Europeu do Ambiente com o apoio da União Europeia. Nesse ano, foram distinguidas 244 praias e 208 marinas de 10 países europeus. Desde então, o número de praias galardoadas tem aumentado de ano para ano e envolvendo outros países. Em 2001, o âmbito da bandeira azul deixou de ser apenas europeu e passou a ser global, contando com países como África do Sul, Canadá, Nova Zelândia, entre outros.
Os critérios de atribuição da bandeira azul incluem diversos parâmetros em categorias como: qualidade da água, informação e educação ambiental, conservação do meio ambiente local, segurança, serviços e infraestruturas de apoio. Apesar dos critérios terem evoluído de ano para ano, tornando-se cada vez mais exigentes, o número de praias e marinas distinguidas não tem parado de aumentar. Em primeira instância um júri nacional aprova uma lista de praias e portos que obedeçam aos critérios e que se candidatem. Depois as candidaturas são enviadas e submetidas, a um júri internacional, composto por elementos da FEE e de um representante da Comissão Europeia.

## Em Portugal
Portugal é um dos países que ostenta mais bandeiras azuis em todo o mundo, resultado do investimento realizado pelo governo e autarquias na manutenção e melhoria das condições das praias.
Em 1987 apenas setenta e uma praias portuguesas ostentavam a bandeira azul, em 2004 cerca de cento e sessenta e cinco praias foram galardoadas com a bandeira azul. A tabela seguinte mostra a evolução do número de bandeiras azuis atribuídas a Portugal por regiões.
Em 2011 Portugal conquistou o primeiro lugar no ranking mundial dos países com maior número de praias com bandeira azul. O concelho que mais teve bandeiras foi Albufeira, com 20. Com este reconhecimento, Portugal torna-se cada vez mais um dos destinos costeiros de maior referência no mundo inteiro.
Em 2016, Portugal, com 314 Bandeiras Azuis, é o quinto país com mais galardões conferidos, entre os 54 países que os atribuem, atrás da Espanha (578), Turquia (436), Grécia (395) e França (379). Do total das bandeiras que vão ser hasteadas nas praias portuguesas, 292 são em praias costeiras e 22 são em praias fluviais, registando-se entre elas 10 que nunca tinham recebido a distinção. Adaúfe (concelho de Braga, na região Norte); Piódão (Arganil), Bogueira (Lousã), São Pedro da Maceda (Ovar) e Torrão do Lameiro (Ovar), na região Centro; Bolestim (Vila de Rei, na zona que a associação denomina Tejo); Rocha Baixinha (Albufeira) e Amoreira Mar (Aljezur), no Algarve; Furna de Santo António (São Roque do Pico, Açores) e Cabeço da Ponta (Porto Santo, Madeira) são as novidades da lista.

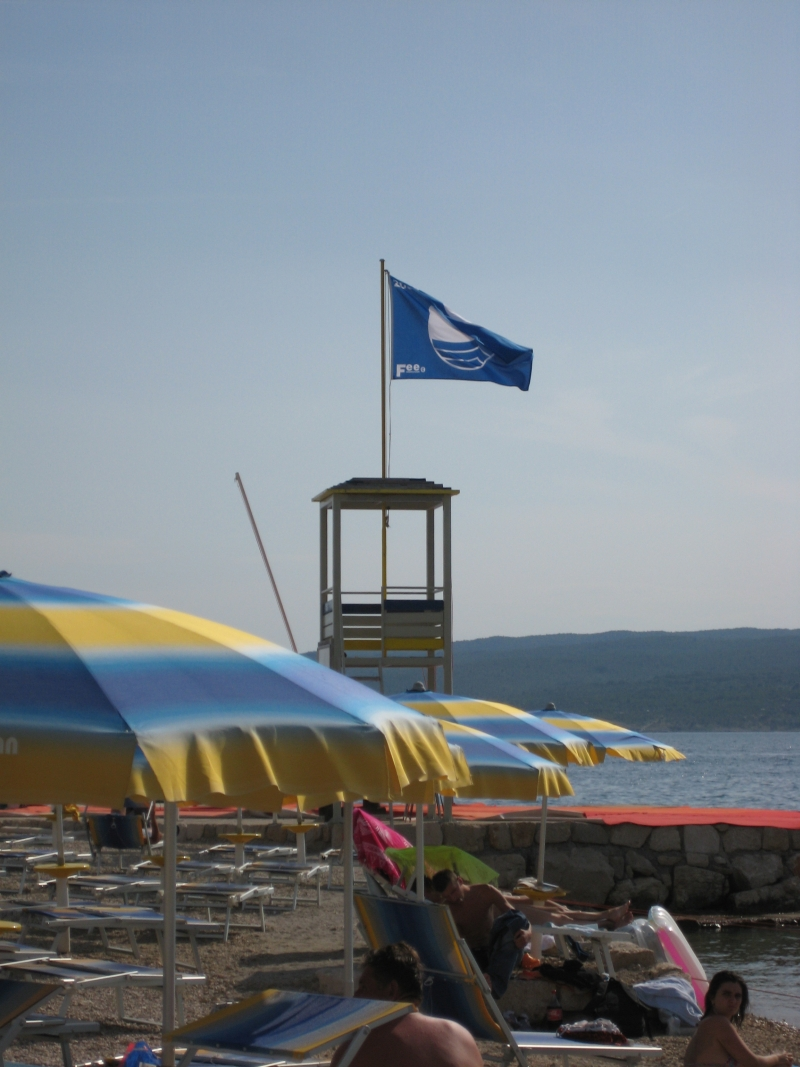
Praia com bandeira azul

| Ano  | Praias | Praias | Praias | Praias   | Praias  | Praias | Praias  | Praias | Marinas | TOTAL |
| Ano  | Norte  | Centro | Lisboa | Alentejo | Algarve | Açores | Madeira | TOTAL  | Marinas | TOTAL |
| ---- | ------ | ------ | ------ | -------- | ------- | ------ | ------- | ------ | ------- | ----- |
| 1987 | 6      | 4      | 22     | 6        | 33      | 0      | 0       | 71     | 1       | 72    |
| 1988 | 14     | 11     | 10     | 3        | 27      | 3      | 0       | 68     | 3       | 71    |
| 1989 | 18     | 13     | 21     | 10       | 32      | 11     | 2       | 107    | 3       | 110   |
| 1990 | 10     | 13     | 20     | 10       | 37      | 10     | 1       | 101    | 2       | 103   |
| 1991 | 8      | 14     | 21     | 5        | 34      | 12     | 2       | 96     | 2       | 98    |
| 1992 | 5      | 14     | 13     | 7        | 0       | 11     | 0       | 50     | 1       | 51    |
| 1993 | 9      | 13     | 19     | 5        | 42      | 12     | 2       | 102    | 1       | 103   |
| 1994 | 9      | 14     | 16     | 6        | 45      | 1      | 5       | 96     | 0       | 96    |
| 1995 | 9      | 13     | 17     | 4        | 46      | 18     | 4       | 111    | 3       | 114   |
| 1996 | 11     | 11     | 25     | 6        | 40      | 18     | 3       | 114    | 4       | 118   |
| 1997 | 11     | 10     | 22     | 4        | 43      | 24     | 8       | 123    | 3       | 126   |
| 1998 | 7      | 13     | 19     | 2        | 41      | 23     | 7       | 112    | 4       | 116   |
| 1999 | 8      | 12     | 20     | 3        | 43      | 20     | 9       | 115    | 5       | 120   |
| 2000 | 11     | 12     | 31     | 5        | 44      | 27     | 9       | 136    | 5       | 141   |
| 2001 | 11     | 12     | 24     | 4        | 42      | 24     | 15      | 127    | 7       | 134   |
| 2002 | 22     | 10     | 29     | 7        | 45      | 17     | 14      | 144    | 5       | 149   |
| 2003 | 34     | 9      | 29     | 9        | 47      | 26     | 15      | 169    | 8       | 177   |
| 2004 | 35     | 8      | 34     | 12       | 45      | 19     | 12      | 165    | 8       | 173   |
| 2005 | 32     | 14     | 45     | 13       | 48      | 25     | 14      | 191    | 11      | 202   |
| 2006 | 35     | 17     | 48     | 12       | 55      | 26     | 15      | 208    | 11      | 219   |
| 2007 | 33     | 19     | 30     | 12       | 47      | 22     | 16      | 179    | 12      | 191   |
| 2008 | 37     | 19     | 34     | 17       | 48      | 23     | 15      | 193    | 16      | 209   |
| 2010 | 56     | 19     | 30     | 23       | 69      | 28     | 16      | 240    | 14      | 254   |
| 2011 | 63     | 18     | 45     | 22       | 74      | 33     | 14      | 271    | 14      | 285   |
| 2012 | 67     | 23     | 49     | 24       | 69      | 32     | 11      | 275    | 14      | 289   |
| 2013 | 67     | 27     | 49     | 25       | 69      | 27     | 13      | 277    | 14      | 291   |
| 2014 | 66     | 27     | 49     | 27       | 82      | 32     | 15      | 278    | 14      | 298   |
| 2016 | 69     | 32     | 52     | 27       | 88      | 34     | 12      | 314    | 17      | 331   |
| 2017 | 70     | 36     | 48     | 31       | 88      | 34     | 13      | 320    | 14      | 334   |
| 2018 | 73     | 39     | 48     | 32       | 89      | 37     | 14      | 332    | 18      | 350   |
| 2019 |        |        |        |          |         |        |         |        |         | 352   |
| 2020 |        |        |        |          |         |        |         |        |         | 360   |

## No Brasil
Jurerê, no município de Florianópolis, Santa Catarina, foi, em 2009, a primeira praia da América do Sul a receber a Bandeira Azul, tendo, porém, perdido tal qualificação.[carece de fontes?] A Lagoa do Iriry, do município de Rio das Ostras, Rio de Janeiro, também perdeu a qualificação recentemente.
Já em 2020, a Praia Grande no famoso município de Penha, onde localiza-se o maior parque temático da América Latina, o Beto Carrero World, passa a ostentar a Bandeira Azul. 
Na Bahia, as praias da Ponta de Nossa Senhora (na Ilha dos Frades, em Salvador), de Guarajuba e de Itacimirim (ambas em Camaçari) possuem a certificação. 
Em 2023, a Praia do Tombo, em Guarujá, foi eleita pela 14.ª vez consecutiva uma das melhores praias do mundo pela organização não governamental dinamarquesa Foundation for Environmental Education, tornando o município o recordista em certificações na América do Sul.
| Praia                               | Município              | Estado         |
| ----------------------------------- | ---------------------- | -------------- |
| Lagoa do Peri                       | Florianópolis          | Santa Catarina |
| Marina Costabella                   | Angra dos Reis         | Rio de Janeiro |
| Marinas Nacionais                   | Guarujá                | São Paulo      |
| Praia Grande                        | Penha                  | Santa Catarina |
| Palmas                              | Governador Celso Ramos | Santa Catarina |
| Praia do Tombo                      | Guarujá                | São Paulo      |
| Prainha                             | Rio de Janeiro         | Rio de Janeiro |
| Estaleiro                           | Balneário Camboriú     | Santa Catarina |
| Estaleirinho                        | Balneário Camboriú     | Santa Catarina |
| Ponta de Nossa Senhora do Guadalupe | Salvador               | Bahia          |
| Guarajuba                           | Camaçari               | Bahia          |
| Itacimirim                          | Camaçari               | Bahia          |